# Albanoi

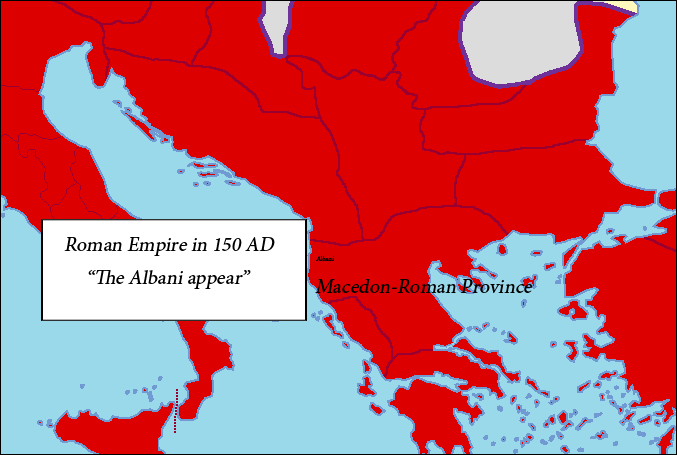
Localisation de l'Albani 150 après J.-C. dans la province romaine de Macedon

Les Albanoi (en grec ancien : Ἀλβανοί, Albanoi ; en albanais : Albanët) ou Albani étaient une tribu illyrienne dont le premier récit historique apparait dans une œuvre de Ptolémée, et une ville appelée Albanopolis (Ἀλβανόπολις) située à l’est de la mer Ionienne, dans l’Albanie contemporaine. 

## Histoire
La mention de Ptolémée en 150 après J.-C. les situe dans la province romaine de Macédoine, plus précisément à Épire Nova, près de 300 ans après la conquête romaine de la région. Ptolémée lui-même ne fait aucune allusion à leur véritable identité ethnique, et il ne précise pas si les citoyens d'Albanopolis étaient des Illyriens [réf. nécessaire] des Macédoniens ou des Thraces, qui constituent tous des possibilités distinctes. Cependant, d'après les noms de lieux avec lesquels Albanopolis est liée, elle semble clairement avoir été située dans la partie sud du territoire illyrien et dans le centre de l'Albanie moderne, une région habitée à l'époque par les Illyriens. 
On pense qu'ils sont liés à la nation moderne des Albanais. Les spécialistes pensent que le site d'Albanopolis se situe sur le site du fort de Zgërdhesh près de Kruja, dans le nord de l'Albanie. La colonie illyrienne aurait été fondée aux VIIe ou VIe siècles av. J.-C. siècle et aurait prospéré aux IVe et IIIe siècle av. J.-C., avant d'être abandonnée au IIe siècle avant J.-C., lorsque les habitants se déplacèrent à Durrës et Lezha.
La première mention d'Albanopolis se trouve sur une ancienne stèle funéraire à Scupi (près de l'actuelle Skopje).
Albanoi (Αλβανοι) a été mentionné plus tard dans History de Michael Attaliates vers 1080 apr. J.-C.. La révolte des Albanais contre Constantinople date également la première mention écrite dans l'histoire byzantine, qui fait référence aux Albanais au sens ethnique, aux alentours de 1078, par les mêmes Attaliates.
Arbanon, cité plus tard, sera probablement le nom d'un district – la plaine du Mat a été suggérée – plutôt que d'un lieu particulier. On a détecté dans la distribution des noms de lieux se terminant par -esh une indication de mouvement à partir de hautes altitudes dans une période beaucoup plus ancienne, qui semble provenir du latin -ensis (Vulgar Latin -ēsis), entre les rivières Shkumbin et Mat, avec une concentration entre Elbasan et Kruja. Il n'est pas certain que l'ancienne ville d'Albanopolis corresponde à l'Arbanon du XIe siècle, mentionné par les Byzantins neuf siècles plus tard.
Les Albanoi seront une tribu Celtes qui s'est assimilé avec quelque tribus locaux selon Ivan Yastrebov et Laurent latruwe 